# نبوءة هتلر

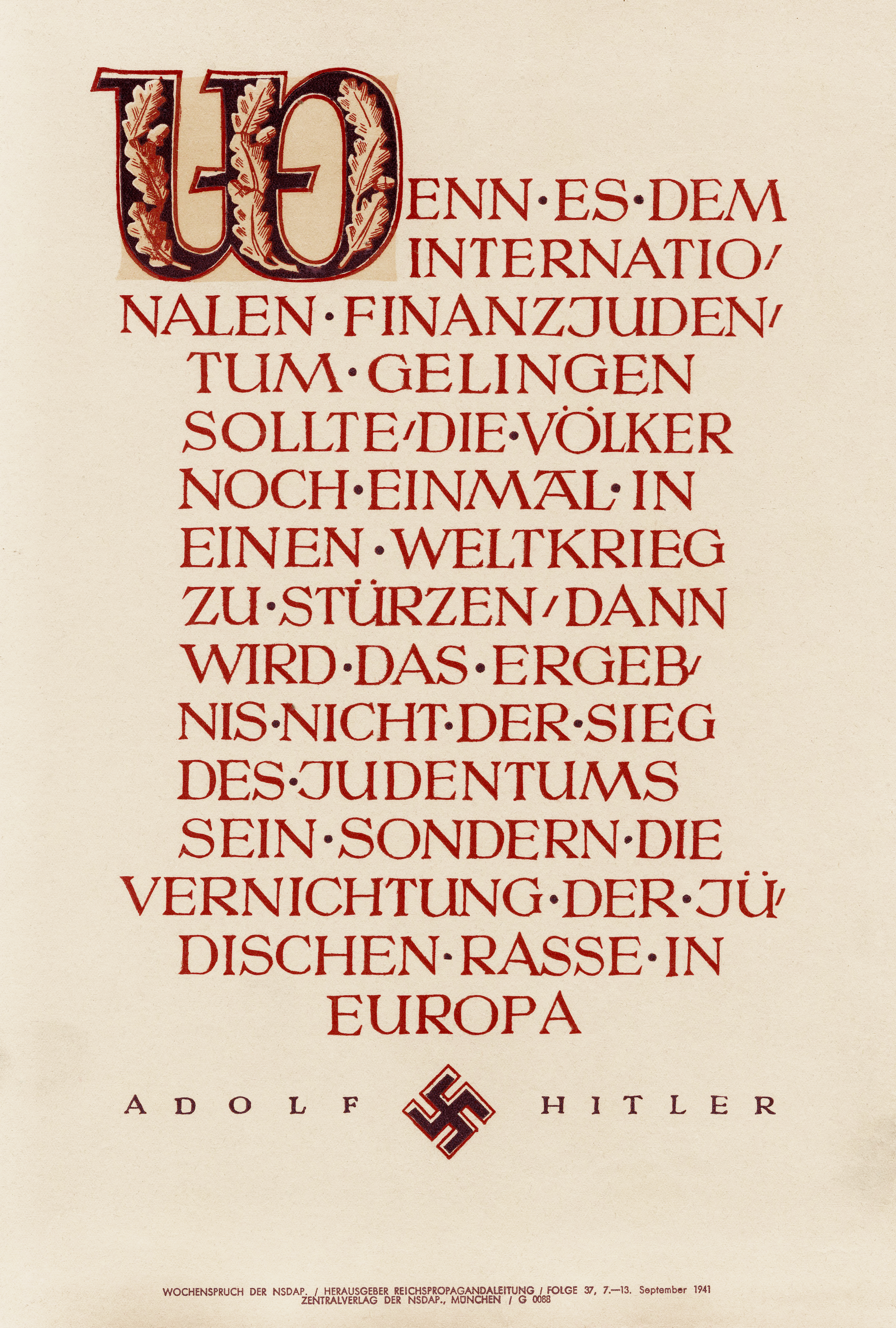
الاقتباس الأسبوعي للحزب النازي، الذي عُرض في الفترة ما بين 7 و13 سبتمبر عام 1941، وهو اقتباس لخطاب هتلر في 30 يناير عام 1939. (لم يرد في الاقباس عبارة «بلشفة الأرض»)

تنبأ أدولف هتلر خلال خطابه في الرايخستاغ في 30 يناير عام 1939 «بإبادة العرق اليهودي في أوروبا»:
تتشابه هذه الكلمات مع التعليقات التي أدلى بها هتلر سابقًا أمام السياسيين الأجانب في اجتماعات خاصة بعد مذبحة ليلة البلور المدبرة في نوفمبر عام 1938. جاء هذا الخطاب في سياق المحاولات النازية لزيادة مستويات الهجرة اليهودية من ألمانيا قبل اندلاع الحرب العالمية الثانية في سبتمبر عام 1939.
كثرت الإشارات إلى نبوءة هتلر من قبل القادة النازيين والدعاية النازية منذ 30 يناير عام 1941، وذلك عندما ذكرها هتلر مرة أخرى في خطاب له. اكتسبت النبوءة معنىً جديدًا عند غزو الاتحاد السوفيتي في يونيو عام 1941 وإعلان ألمانيا للحرب على الولايات المتحدة في ديسمبر، إذ سهل كلا الأمرين عمليات القتل الجماعي المنظم لليهود وسرع من وتيرته. تحدث الخبير الدعائي النازي يوزف غوبلز في أواخر عام 1941 عن تحقق النبوءة، مبررًا الترحيل الجماعي لليهود من ألمانيا. أشار هتلر إلى هذه النبوءة في خطاب آخر في 30 سبتمبر عام 1942، وهو الخطاب الذي نُشر في عدد شهر نوفمبر من مجلة «باروليه دي فوخيه» تحت عنوان «سوف يتوقفون عن الضحك!!!». استمر هتلر في الإشارة إلى هذه النبوءة خلال فترة اندلاع الحرب ضد ألمانيا، فضلًا عن ذكره لها في وصيته الأخيرة. استخدم القادة النازيون هذه النبوءة مرارًا وتكرارًا عند تلميحهم للقتل المنظم لليهود، لتصبح لازمةً في خطة الحل الأخير وإحدى أكثر عبارات هتلر شهرةً.
ناقشت المدرستان الوظائفية والقصدية الأهمية التاريخية لهذه النبوءة، إذ يعتبرها القصديون دليلًا على خطة هتلر الارتكازية -التي سبق وطورها- لقتل يهود أوروبا بشكل ممنهج، بينما يعتقد الوظائفيون أنه لم يقصد -في البداية على الأقل- القتل الجماعي بكلمة «إبادة». يستشهد المؤرخون بهذه النبوءة باعتبارها مثالًا على الإيمان النازي بوجود مؤامرة يهودية دولية تسببت باندلاع الحرب. تتسم هذه النبوءة بغموضها، فهي لا تشرح كيف ستحدث «الإبادة»، لكن لم يكن ذلك رادعًا للاستشهاد بها باعتبارها دليلًا على معرفة الألمان بإبادة اليهود مسبقًا.

## نبذة عامة

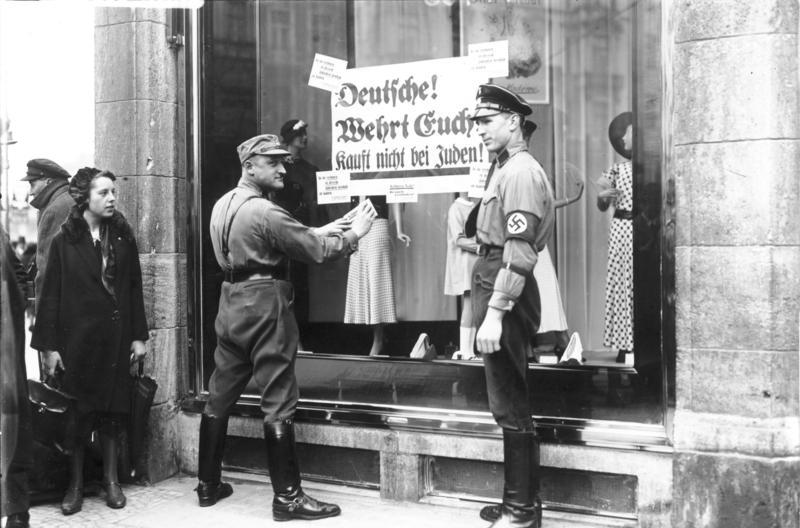
جنود من كتيبة العاصفة شبه العسكرية أمام متجر في برلين في 1 أبريل عام 1933. كُتب على اللافتة: «أيها الألمان! دافعوا عن أنفسكم! لا تشتروا من اليهود!»

تحدث المؤرخ إيان كيرشو عن الحركة الجماهيرية النازية في فترة استيلاء زعيم الحزب النازي ادولف هتلر على السلطة في 30 يناير عام 1933، إذ وصفها بأنها «أول شكل من أشكال الإبادية» وقال إنها «متماسكة بفعل الرؤية الطوباوية للخلاص القومي، والتي يجب تحقيقها بواسطة التطهير العرقي ولا سيما [إقصاء] اليهود». أعلن النازيون في أبريل عام 1933 عن مقاطعتهم للأعمال التجارية اليهودية ليوم واحد، ونشروا عناصر من كتيبة العاصفة (الجناح شبه العسكري للحزب النازي) حول الشركات اليهودية لإنفاذ المقاطعة. سُن أكثر من 400 قانون ومرسوم مناهض لليهود بين عامي 1933 و1939. مُنع اليهود من تولي مناصب في الخدمة المدنية في أبريل عام 1933، إذ تضمن هذا التشريع ما يُسمى بالفقرة الآرية، التي استُخدمت لاحقًا لتعريف اليهود واستبعادهم من المنظمات وحرمانهم من ممارسة المهن. فُرضت حصص على عدد الطلاب اليهود المسموح لهم بالدراسة في المدارس والجامعات في العام ذاته، فضلًا عن الحصص المفروضة على عدد اليهود المسموح لهم بممارسة الطب والقانون. بالإضافة إلى تعريف اليهود من خلال أسلافهم بدلًا من دينهم وإضفاء طابع رسمي على استبعادهم من المجتمع، بدأ تنفيذ قوانين نورمبرغ في عام 1935، وهي قوانين حرمت الزواج والعلاقات الجنسية بين اليهود والأشخاص «أصحاب الدماء الألمانية النقية». حظرت بعض القوانين الأخرى امتلاك اليهود للعقارات ومنعتهم من كسب لقمة العيش، فضلًا عن مصادرة معظم الشركات اليهودية بحلول عام 1939.
عزا هتلر احتمالية اندلاع الحرب لليهود في عدة خطابات قبل عام 1939. صرّح هتلر في عام 1931 أنه في حال اندلاع الحرب «ستسحق عجلة التاريخ» اليهود، ووصف المقاطعة المناهضة للنازية في عام 1933 بأنها بمثابة إعلان اليهود للحرب على ألمانيا. تحدثت المؤرخة كلوديا كونز عن الفترة التي فصلت بين تولي هتلر للسلطة في عام 1933 وإلقاءه لخطاب النبوءة في يناير عام 1939، إذ قالت إنه قد أعرب علنًا عن كراهيته لليهود خلال مناسبتين فقط، في خطابه عام 1935 الذي أعلن فيه تطبيق قوانين نورمبرغ وفي رالي نورمبرغ في سبتمبر عام 1937. لم يركز هتلر على مسألة العرق في خطاباته خلال فترة ثلاثينيات القرن العشرين، لكنه استخدم أساليب ملتوية للإشارة إلى معاداة السامية أمام أتباعه الأساسيين دون أن يؤثر الأمر على صورته العامة المعتدلة. اعتبر مسؤولو قوات الأمن الخاصة (الشوتزشتافل) الإبادة بمثابة خيار في مناقشات الحل المناسب للمسألة اليهودية، لكنه غالبًا ما جرى تجاهلها.

### ليلة البلور

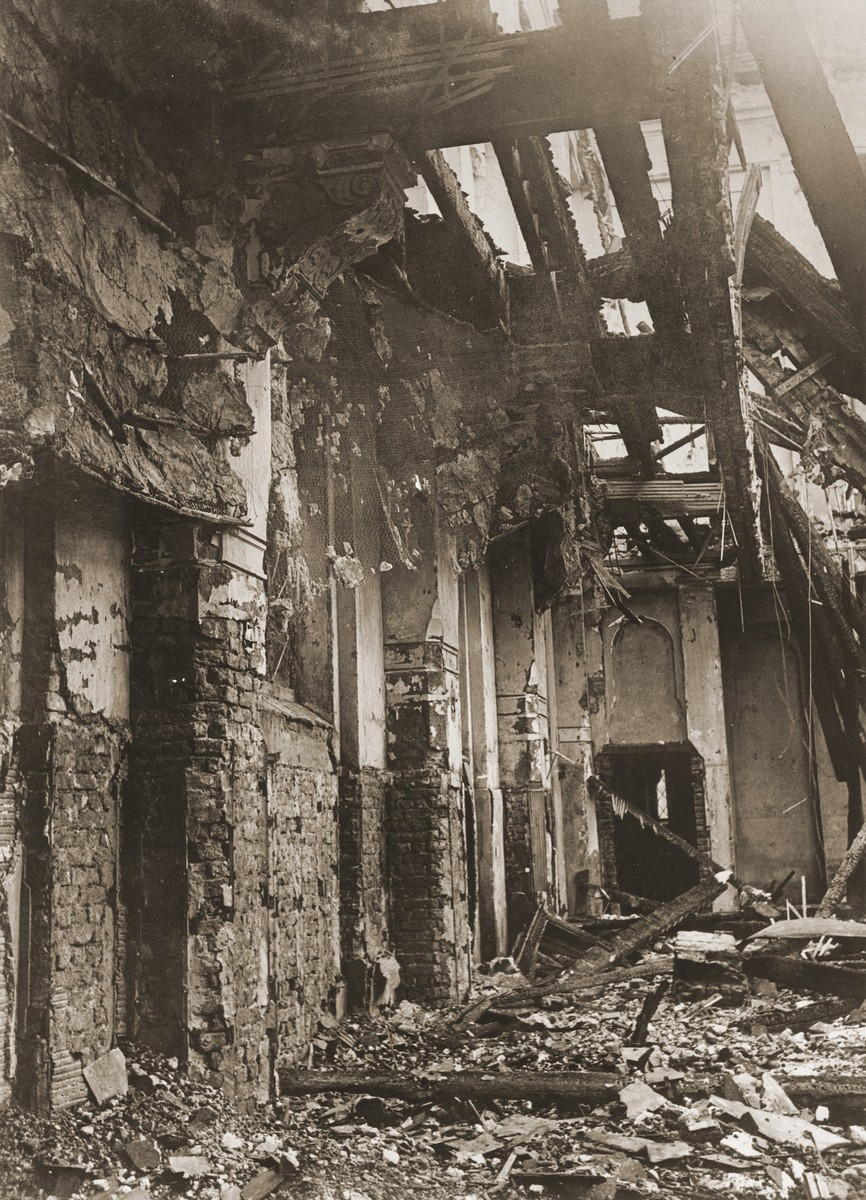
كنيس يهودي قديم في آخن بعد مذبحة ليلة البلور

نظمت القيادة النازية وحرضت على مذبحة ليلة البلور (بالألمانية: Kristallnacht) ضد اليهود في نوفمبر عام 1938، ويعود السبب في ذلك جزئيًا إلى رغبتهم في التخفيف من حدة مشاعر نشطاء الحزب المعادية للسامية التي سبق وقُمعت لأسباب دبلوماسية خلال أزمة مينونخ. انطوت هذه المذبحة على عنف جماهيري غير مسبوق ضد اليهود الألمان، بما في ذلك حرق المعابد ونهب المتاجر والمساكن اليهودية والاعتداء على اليهوديين، إذ تسببت هذه المذبحة (وفقًا للأرقام الرسمية) بمقتل 91 شخصًا. وافق هتلر شخصيًا على اعتقال 30 ألف يهودي واحتجازهم في معسكرات الاعتقال. شعر العديد من الألمان بالاشمئزاز من هذا العنف، لكن لم يعارض الحكومة علانيةً سوى قلة قليلة منهم. استنكرت بعض البلدان في الخارج هذه المذبحة، الأمر الذي عرض جهود الحكومة الألمانية لتنظيم وتسهيل هجرة اليهود الألمان للخطر.
أسفرت مذبحة ليلة البلور المدبرة عن تطرف الخطاب المعادي لليهود في المجتمع الألماني. قاد الحزب النازي حملةً دعائيةً في الفترة التي تفصل بين نوفمبر عام 1938 ويناير عام 1939، إذ تجسد الهدف منها في تبرير حدوث هذه المذبحة أمام الشعب الألماني. أصبحت فكرة إبادة اليهود أكثر شيوعًا في تلك الفترة. عقد هيرمان غورينغ في 12 نوفمبر اجتماعًا للقادة النازيين باسم هتلر، إذ صرح فيه أنه «من البديهي» أن تفكر ألمانيا في «تصفية حسابها مع اليهود» في حالة الحرب. كتب المؤرخ يهودا باور أن هذا التصريح «مشابه جدًا» لما قاله هتلر في 30 يناير عام 1939. نشرت صحيفة «داس شفارتسيه كوربس» التابعة لقوات الأمن الخاصة (شوتزشتافل) في 24 نوفمبر -فيما يتعلق باجتماع 12 نوفمبر- البيان التالي: «إن مرحلة التطور التي وصل إليها [اليهود] من شأنها أن تفرض علينا ضرورةً حيويةً لإبادة الجنس الأدنى (الأونترمينش) المتمثل باليهود، بينما نقضي على جميع المجرمين في دولتنا الملتزمة بالقانون: بالنار والسيف! هذه النتيجة النهائية والفعلية لليهود في ألمانيا، إبادتهم بالكامل». عكست هذه اللغة التطرف المستشري في دوائر الحزب، إذ أدرك الكتّاب أنها متماشية مع وجهة نظر هتلر.